# Make Me Complete
『Make Me Complete』（メイク・ミー・コンプリート）は、BoAの配信限定シングル。

## 解説
日本においてのシングルとしては2015年発売のフィジカル・シングル『Lookbook』から僅か1ヶ月での発売となる(韓国での発売を含めると『Christmas Paradise』から僅か1ヶ月での発売となる)。
本作はフジテレビ系ドラマ『大奥』の主題歌となっており、テレビドラマとしては2005年放送の『大奥 〜華の乱〜』より約11年ぶりとなると言い、本作は全編が英語詞の楽曲となっており、これまで2003年放送の『大奥』で英語詞の主題歌が使用されたことがあったが、英語詞での書き下ろし楽曲を主題歌として使用するのは、本作が初となる。
本作は、もどかしい恋心を抱き悩む女性の心境を歌ったものとなっており、大奥を舞台とする女性の心情に寄り添った世界観として仕上げられているのだと言う。
BoAは本作に関して、これまでに英語詞の楽曲は何度か制作したことがあったが、新曲の英語詞でのバラードは今回が初めてであったと言い、「伝統のある『大奥』の主題歌を歌わせて頂いたこと、クリエイティブな刺激を受けられた事はとても光栄に思います。ドラマと共に是非、この曲をお楽しみ頂けたら幸いです。」とコメントしている。
主演を務めた沢尻エリカは本作に関して「今回、『大奥』の主題歌をBoAさんが担当していただけてとても嬉しい気持ちです。英語詞で紡がれる切ない恋心をBoAさんの力強い歌声とサウンドで仕上げられたこの曲が新たな大奥の世界を築き上げる大きな要になっていただけたのではないだろうかと思います。」とコメントしている。

## 収録曲
1. Make Me Complete
作詞：Jeff Miyahara／作曲：Caroline Gustavsson, TAKAROT
フジテレビ系スペシャルドラマ『大奥』主題歌

## 収録アルバム
Make Me Complete
- 『私このままでいいのかな』